# Omron

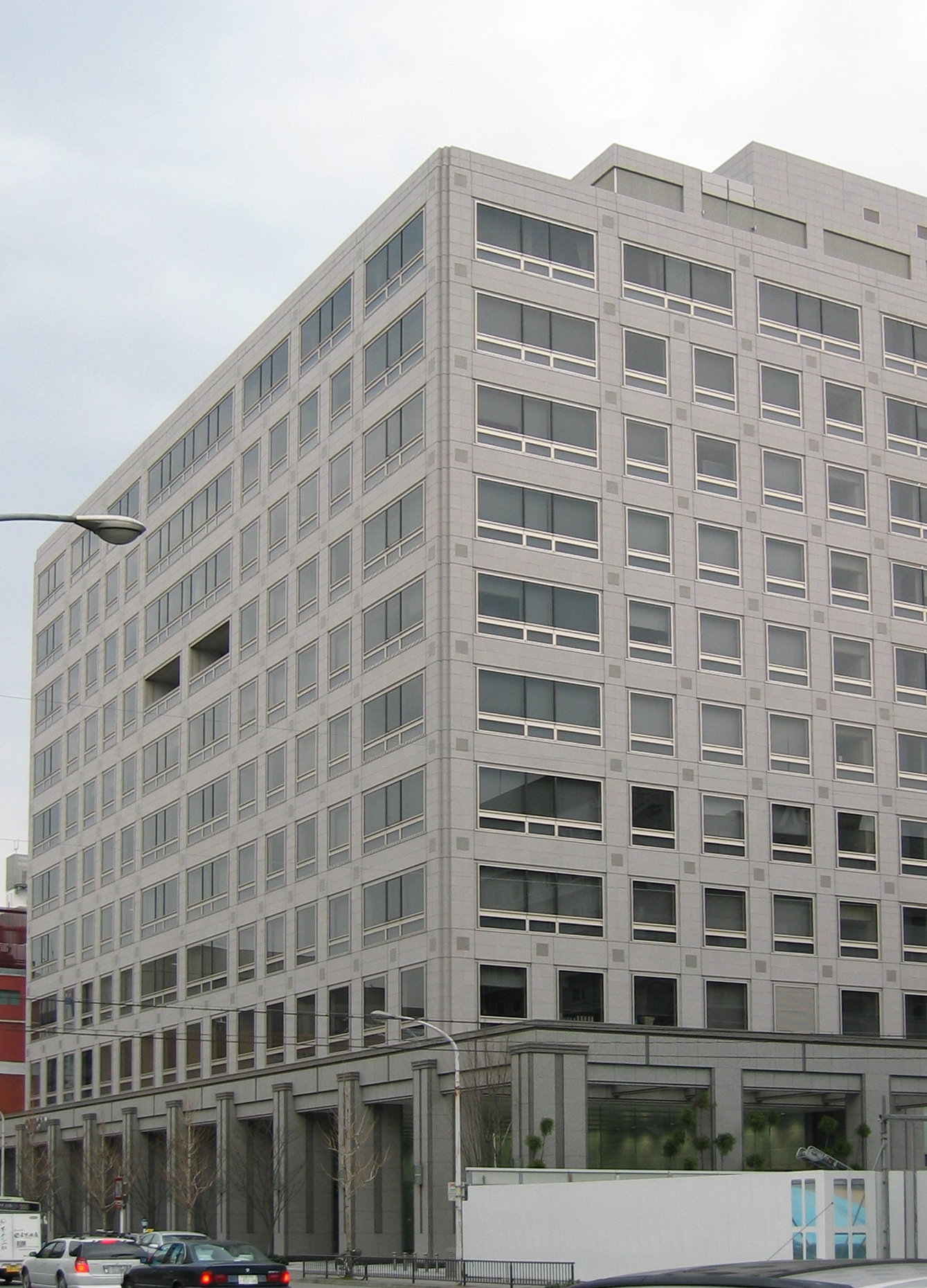
Omron Hauptquartier in Kyoto, Japan

Die Omron K.K. (jap. オムロン株式会社, Omuron Kabushiki kaisha, engl. OMRON Corporation) ist ein weltweit tätiges Unternehmen mit mehreren Geschäftsfeldern. Diese sind: Industrieautomation, elektronische Komponenten, öffentliche Systeme und Medizintechnik. Hauptsitz ist in Kyōto, Japan. Der Firmenname wurde von „Omuro“ (御室) abgeleitet, einer Gegend bzw. einem Stadtteil von Kyōto.

## Geschichte
Das Unternehmen wurde 1933 von Kazuma Tateishi (立石 一真) als Tateishi Denki Seisakujo (立石電機製作所, dt. „Elektrogerätewerk Tateishi“) in Osaka gegründet. Über 50 % des Umsatzes werden außerhalb Japans erwirtschaftet. In Europa ist es seit 1974 tätig. Es lieferte zu dieser Zeit auch die Technik für die ersten Taschenrechner von Braun.
In den 1980er-Jahren wurde OMRON in Deutschland durch die Kleinsteuerung C20 bekannt. Anfang der 1990er-Jahre wurde versucht, die Fuzzy-Technologie in der Automatisierungstechnik einzuführen.
1994 erfand das Unternehmen die Omron-Ringe, um Banknoten durch ein aufgedrucktes Referenzmuster vor Fälschungen durch Farbkopierer und Scanner zu schützen. Dieses Verfahren ist inzwischen weltweit üblich.
Seit März 2019 ist Omron im Nikkei 225 Index gelistet.

## Produkte der Automatisierungstechnik
Folgende Produkte werden in Europa hauptsächlich vertrieben: Speicherprogrammierbare Steuerung, Bediengeräte (HMI), Frequenzumrichter, Servo, Bildverarbeitung, Sicherheitssysteme, Temperaturregler, Zähler und Zeitrelais, Lichtschranke, Näherungsschalter, Relais und Schalter.
Im Gegensatz zu anderen SPS-Herstellern wird für die Bitverarbeitung kein Mikrocontroller eingesetzt, sondern speziell für OMRON entwickelte ASICs.
Mit der Übernahme der amerikanischen Adept begann im Jahr 2015 die Konzentration auf die Roboter-Technik. Im Jahr 2018 erfolgte der Einstieg in die Mensch-Roboter-Kollaboration. 2019 wurden Robotik, Bildverarbeitung und Automatisierung im Opdra-Projekt gebündelt. Hierbei handelt es sich um ein Gemeinschaftsprojekt mit der Bobinger Firma Hufschmied Zerspanungssysteme GmbH und dem Münchner Startup VisCheck GmbH. Mittels dem optischen Auslesen von Fertigungsbildschirmen und künstlicher Intelligenz kann ein Omron-Cobot in den laufenden Fertigungsprozess eines Bearbeitungszentrums eingreifen, indem er die Parameter über die Tastatur korrigiert.

## Produkte der Medizintechnik
In Deutschland erfolgt der Vertrieb durch die OMRON Medizintechnik Handelsgesellschaft mbH. Im Angebot sind Blutdruckmessgeräte, verschiedene Inhalationsgeräte, TENS-Geräte, Fiebermessgeräte, medizinische Waagen (auch Körperfettwaagen), mobile EKG-Geräte und Fitnesstracker.

## Galerie

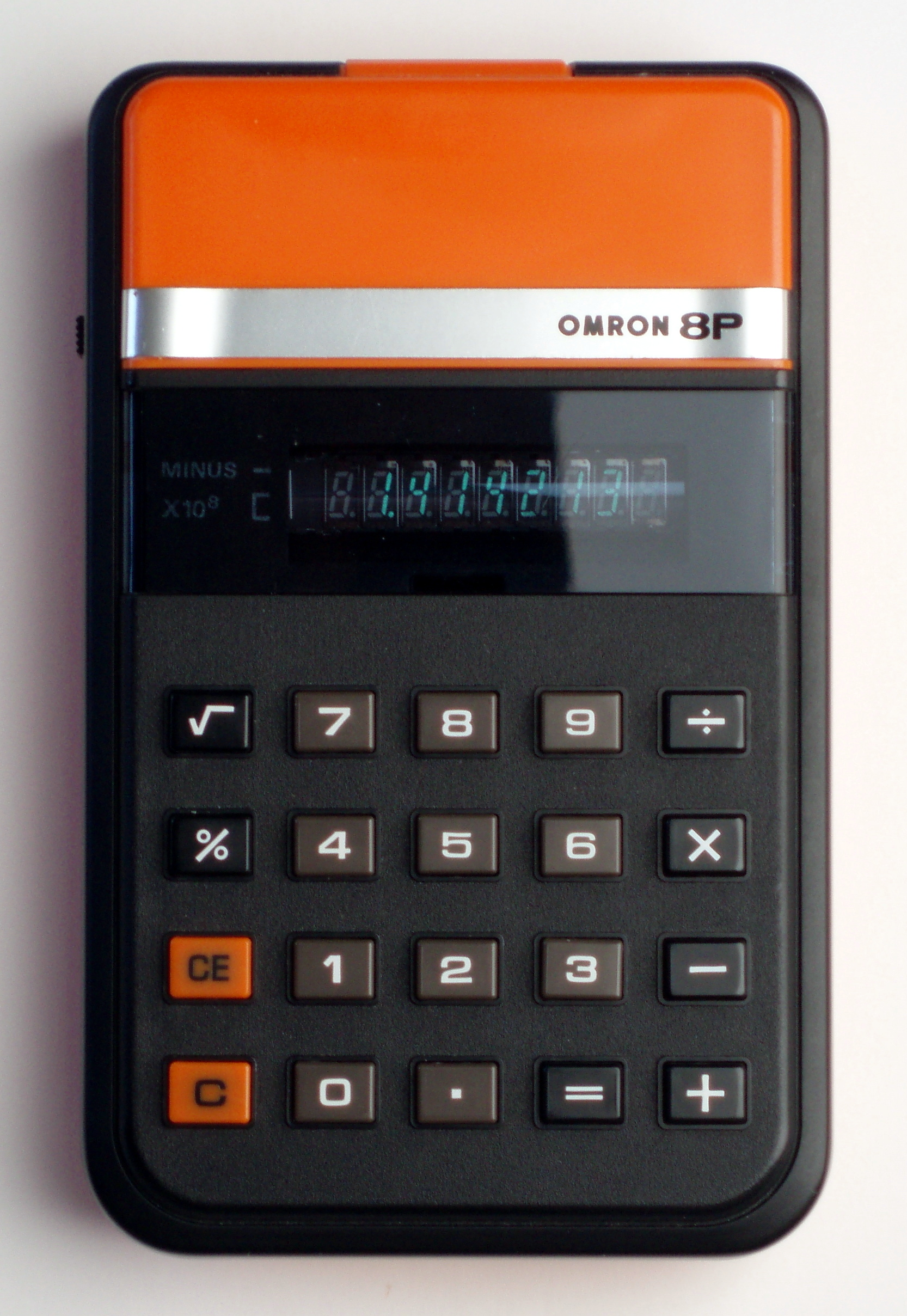
Omron 8P Taschenrechner (1976)
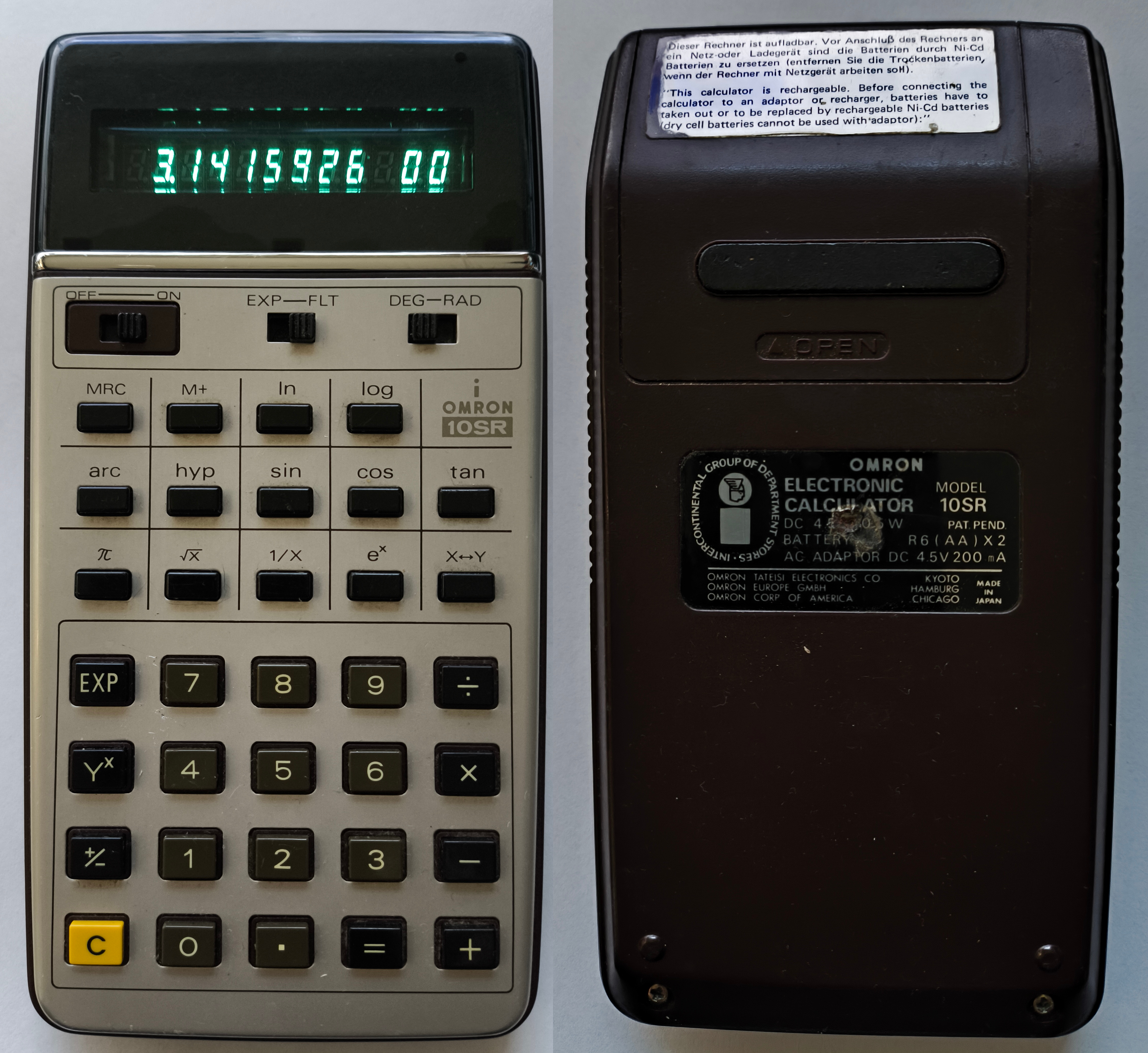
Omron 10SR technisch-wissenshaftlicher Taschenrechner (1976)
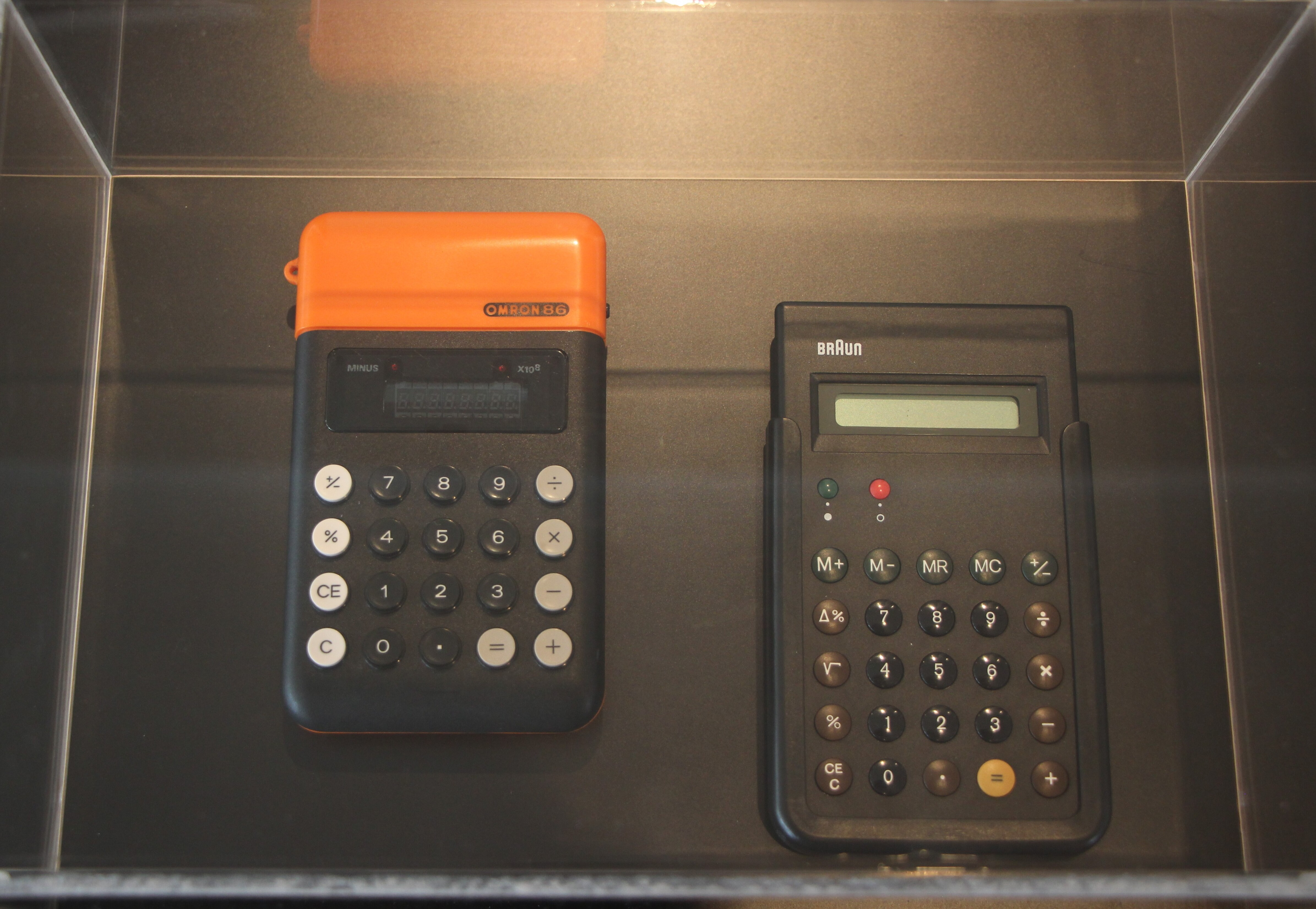
Omron Rechner mit Braun-Pendant, Museum für Angewandte Kunst Frankfurt
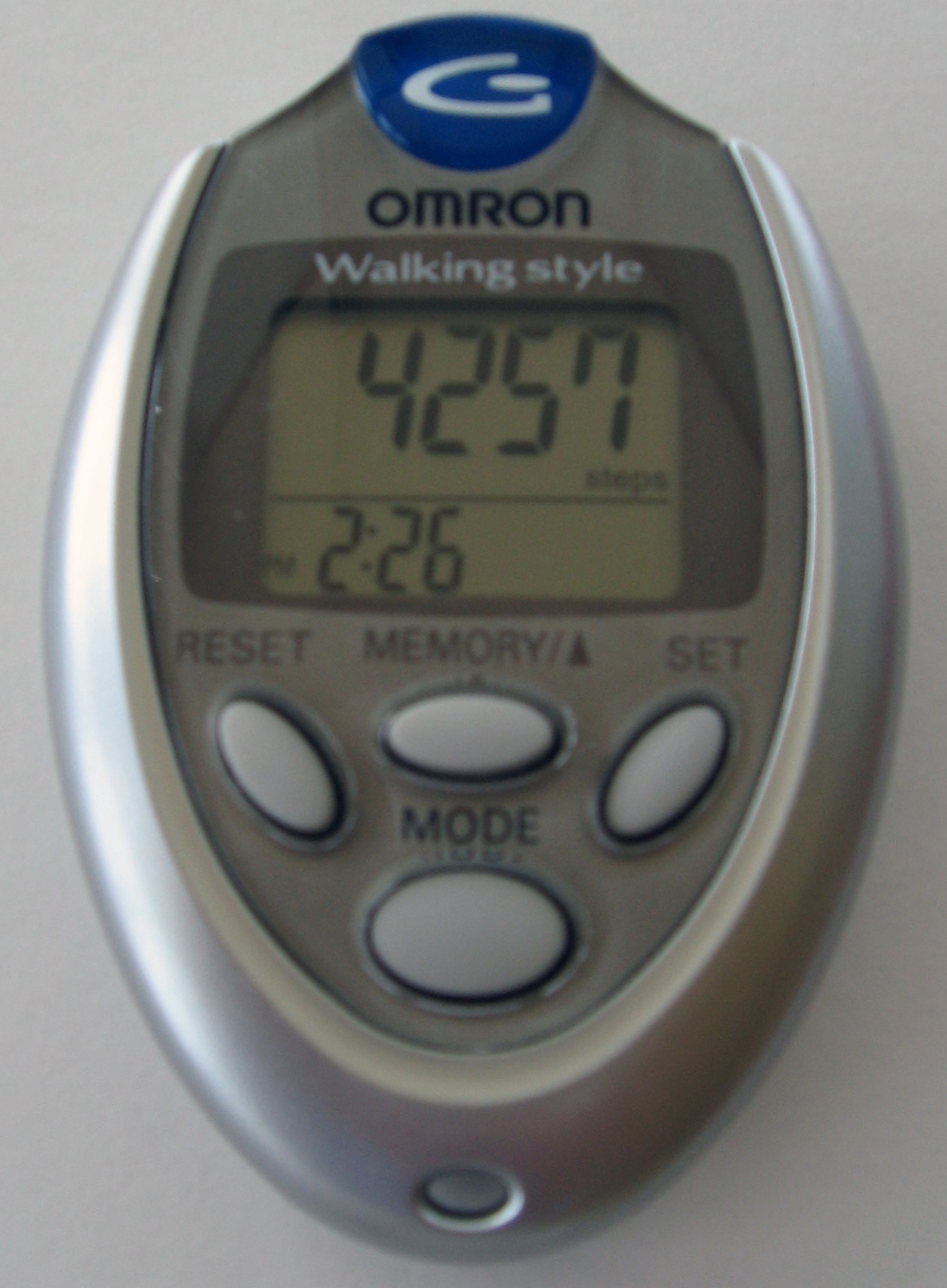
Omron HJ-112 Digital-Pedometer
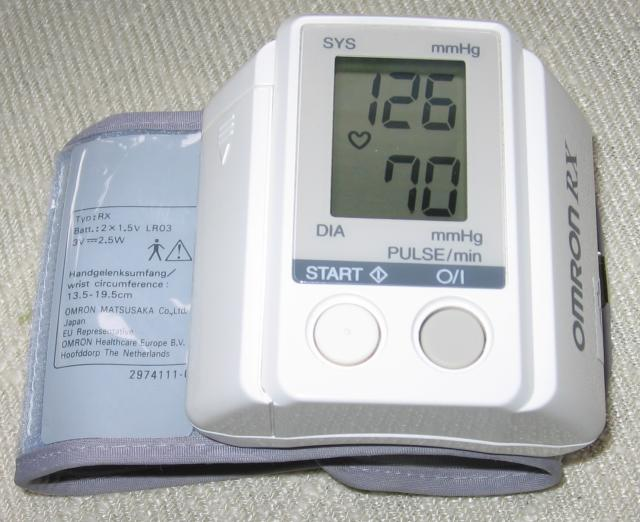
Omron RX Blutdruckmessgerät
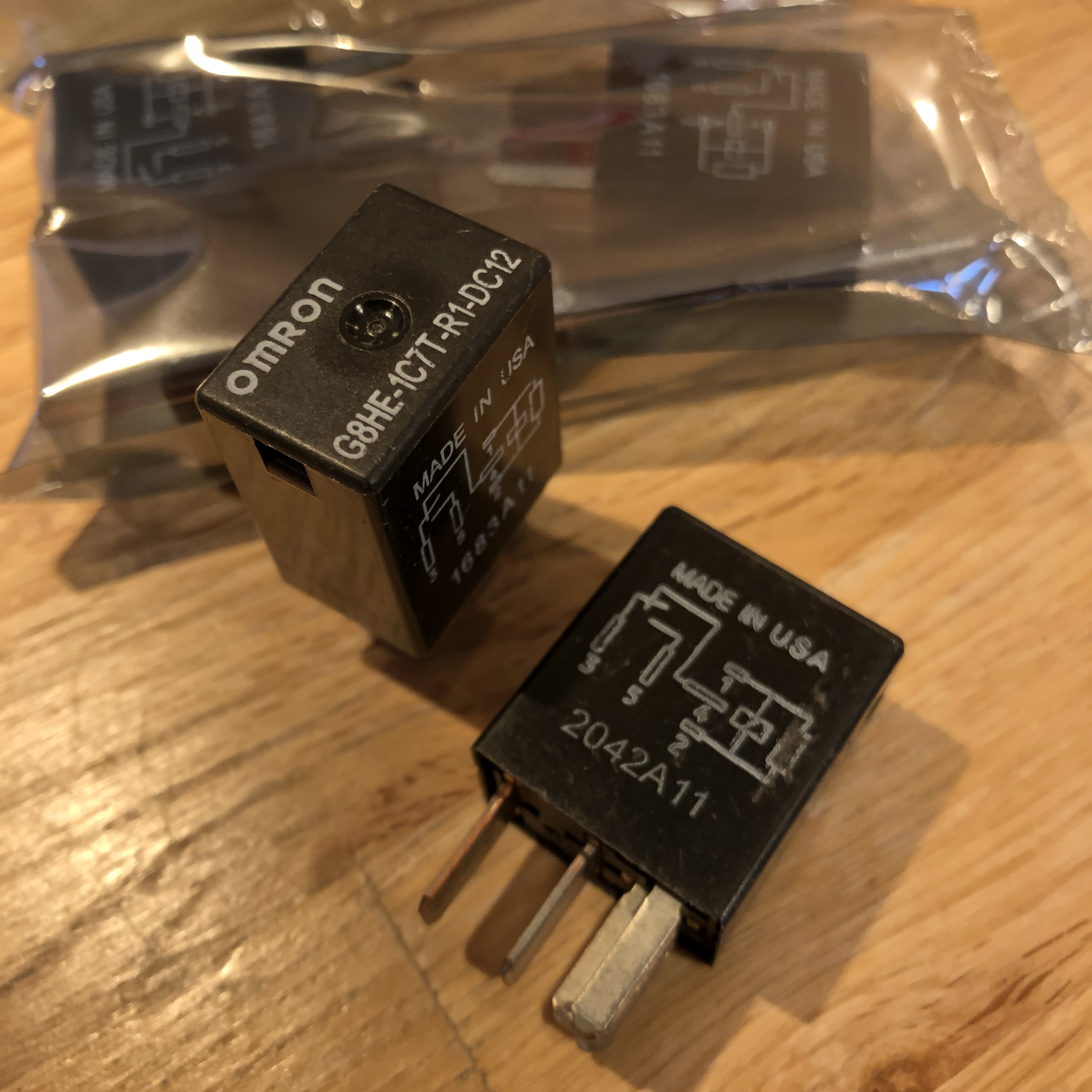
Omron Relais